# Ochrogaster
Ochrogaster is een geslacht van vlinders van de familie van de Notodontidae (Tandvlinders), uit de onderfamilie van de Thaumetopoeinae (Processievlinders). De wetenschappelijke naam en de beschrijving van dit geslacht werden voor het eerst in 1855 gepubliceerd door Herrich-Schäffer. 

## Soorten
- Ochrogaster circumfumata R. Felder, 1874
- Ochrogaster lunifer (Herrich-Schäffer, 1855).